# Pro Napoli
Pro Napoli – włoski klub piłkarski, mający swoją siedzibę w mieście Neapol, na południu kraju.

## Historia
Chronologia nazw:
- 1914: Pro Napoli Sport Club
- 1922: klub rozwiązano - po fuzji z Internazionale Napoli

Piłkarski Klub Pro Napoli został założony w Neapolu w 1914 roku. W 1916 uczestniczył w Campionato Campano di Terza Categoria, gdzie w rundzie kwalifikacyjnej przegrał z klubem Savoia tylko przez losowanie, tak jak mecz zakończył się wynikiem 5:5. Po przerwie związanej z I wojną światową w 1919 reaktywował swoją działalność. W sezonie 1919/20 debiutował Prima Categoria, zajmując trzecie miejsce w Sezione campana. W sezonie 1920/21 znów był trzecim w grupie B Campionato Campano di Prima Categoria. W 1921 powstał drugi związek piłkarski C.C.I., w związku z czym mistrzostwa prowadzone osobno dla dwóch federacji. W sezonie 1921/22 klub został oddelegowany do trzecioligowych rozgrywek Terza Categoria Campana (pod patronatem C.C.I.). W 1922 po kompromisie Colombo mistrzostwa obu federacji zostały połączone. Latem 1922 roku został wchłonięty przez klub Internazionale Napoli, a po fuzji został rozwiązany.

## Sukcesy

### Trofea międzynarodowe
Nie uczestniczył w rozgrywkach europejskich (stan na 31-05-2017).

### Trofea krajowe
| \| \| Zdobyte trofea w rozgrywkach Włoch (stan na: 31-05-2017) \| |                                                          |      |                                                           |
| Rozgrywki                                                         | Osiągnięcie                                              | Razy | Sezon(y)                                                  |
| · Mistrzostwo                                                     | I miejsce                                                | 0    |                                                           |
| · Mistrzostwo                                                     | II miejsce                                               | 0    |                                                           |
| · Mistrzostwo                                                     | III miejsce                                              | 0    |                                                           |
| · Mistrzostwo                                                     | 3.miejsce                                                | 2    | 1919/20 (Sezione campana), 1920/21 (gr.B Sezione campana) |
| · Puchar                                                          | zdobywca                                                 | 0    |                                                           |
| · Puchar                                                          | finalista                                                | 0    |                                                           |
| II liga                                                           | I miejsce                                                | 0    |                                                           |
| II liga                                                           | II miejsce                                               | 0    |                                                           |
| II liga                                                           | III miejsce                                              | 0    |                                                           |
| Włochy                                                            | Zdobyte trofea w rozgrywkach Włoch (stan na: 31-05-2017) |      |                                                           |

## Stadion
Klub rozgrywa swoje mecze domowe na Campo ILVA w Neapolu. Wcześniej grał na Campo Pilastri.